# 1918 في كندا
فيما يلي قوائم الأحداث التي وقعت خلال عام 1918 في كندا.

## سياسة

### تعيين في المنصب
- 18 مارس – بيتر فرنسيس مارتن عضو مجلس العموم الكندي.
- 23 أكتوبر – لويس هنري ديفيز Chief Justice of Canada [الإنجليزية]‏.

### انتهاء فترة المنصب
- 21 أكتوبر – تشارلز فيتزباتريك Chief Justice of Canada [الإنجليزية]‏.

## مواليد

### يناير
- 1 يناير – أندي ميكي فنان كندي.[1]
- 1 يناير – بوب ديفيد لاعب هوكي جليد كندي.
- 1 يناير – جاك غارلاند سياسي كندي.[2]
- 1 يناير – غارث ويب جندي كندي.
- 5 يناير – دال ريتشاردز موسيقي كندي.[3]
- 12 يناير – سيلفستر بيري ريان سياسي كندي.[4]
- 15 يناير – إدوارد غانون
- 15 يناير – كوني هيل لاعب هوكي جليد كندي.
- 18 يناير – غوستاف جينجراس طبيب كندي.
- 20 يناير – فابيان أوديا محامي كندي.

### فبراير
- 20 فبراير – نورمان بورنس لاعب هوكي جليد كندي.
- 22 فبراير – ألفرد جاي غروس مهندس من الولايات المتحدة الأمريكية.
- 22 فبراير – سيد هابيل لاعب هوكي جليد كندي.[5]
- 23 فبراير – جون بي. ماكدونالد أستاذ جامعي كندي.

### مارس
- 2 مارس – فرانك كولمان لاعب كرة قاعدة كندي.[6]
- 5 مارس – جلان إدواردز طيار اختبار من الولايات المتحدة الأمريكية.
- 5 مارس – ريد ستوري
- 13 مارس – ميشيل تيسيوري
- 15 مارس – ويليام ماكنتاير
- 28 مارس – إدوارد إيمي
- 29 مارس – ليونيل كولمان درّاج طريق كندي.
- 31 مارس – جيم راسيل لاعب هوكي جليد كندي.

### أبريل
- 7 أبريل – بيتر ماكسويل إيوارت فنان كندي.
- 14 أبريل – جورج ماكجيل[7]
- 14 أبريل – سكوت يونغ[8]
- 20 أبريل – جون ستوري[9]
- 23 أبريل – مارجريت أفيسون شاعرة كندية.[10]

### مايو
- 1 مايو – سارة هيسترين ليرنر
- 4 مايو – ألبرت ويليام بيكر
- 8 مايو – كالي سيمون لاعب هوكي جليد كندي.
- 15 مايو – جوزيف ويزمان ممثل كندي.[11]
- 19 مايو – نورمان وارد
- 25 مايو – أليكس سمارت لاعب هوكي جليد كندي.
- 28 مايو – إدوارد ر. قود سياسي كندي.
- 31 مايو – مارغريت تود لاعبة غولف كندية.

### يونيو
- 2 يونيو – روث أتكينسون
- 13 يونيو – بيرسي رودريغيز ممثل كندي.[12]
- 13 يونيو – فرانك باور سياسي كندي.[13]
- 21 يونيو – روبرت أ. بويد مهندس كندي.

### يوليو
- 10 يوليو – بوني بيكر لاعبة كرة قاعدة من الولايات المتحدة الأمريكية.
- 14 يوليو – غريس هارتمان
- 15 يوليو – برترام بروكهاوس فيزيائي كندي.[14]
- 17 يوليو – غوردون تانر ممثل كندي.

### أغسطس
- 4 أغسطس – سيدني هارمان رائد أعمال أمريكي.[15]
- 8 أغسطس – جون فيكتور أندرسون سياسي كندي.
- 9 أغسطس – ريس تومسون لاعب هوكي جليد كندي.
- 11 أغسطس – كوني ديون لاعب هوكي جليد كندي.[16]
- 13 أغسطس – جانيت دولسون عداءة سرعة كندية.
- 25 أغسطس – جان بيار ماسون ممثل كندي.[17]

### سبتمبر
- 11 سبتمبر – روبرت هوبر سبّاح كندي.
- 13 سبتمبر – دوغلاس بينيت
- 14 سبتمبر – جيمس جورج دبلوماسي كندي.
- 23 سبتمبر – البرت جاي

### أكتوبر
- 12 أكتوبر – جون جوزيف فيتزباتريك كهنوت من الولايات المتحدة الأمريكية.
- 14 أكتوبر – هارفي فرازير لاعب هوكي جليد كندي.
- 20 أكتوبر – جيم دراموند لاعب هوكي جليد كندي.
- 21 أكتوبر – الكسندر ماكدونالد[18]
- 26 أكتوبر – إيفور فرنسيس ممثل كندي.[19]
- 30 أكتوبر – هارفي لوي مقدم برامج إذاعية كندي.
- 31 أكتوبر – يان ستيفنسون[20]

### نوفمبر
- 1 نوفمبر – جورج غرانت فيلسوف كندي.
- 5 نوفمبر – ويليام غاردن مهندس من الولايات المتحدة الأمريكية.[21]
- 15 نوفمبر – بوب كوب لاعب هوكي جليد كندي.[22]
- 19 نوفمبر – لويد كراوس سياسي كندي.[23]

### ديسمبر
- 5 ديسمبر – ليه دوغلاس لاعب هوكي جليد كندي.
- 7 ديسمبر – جان بول أوديت فيلسوف كندي.[24]
- 20 ديسمبر – جان مارشان سياسي كندي.[25]

## وفيات

### يناير
- 1 يناير – ويليام ويلفريد كامبل (مواليد 1860) شاعر كندي.
- 26 يناير – جاك مككولوك (مواليد 1872) متزلج سريع كندي.[26]
- 28 يناير – جون ماكريه (مواليد 1872)[27]

### مارس
- 1 مارس – هارلان كاري بروستر (مواليد 1870) سياسي كندي.[28]
- 15 مارس – إسحاق ستيفنسون (مواليد 1829) سياسي أمريكي.[29]
- 25 مارس – فريدريك س. أرمسترونغ (مواليد 1896)

### أبريل
- 11 أبريل – هنري توماس جودوين (مواليد 1853) سياسي كندي.
- 16 أبريل – جوليس فورنير (مواليد 1884) صحفي كندي.[30]

### مايو
- 11 مايو – هيو كاميرون (مواليد 1836) سياسي كندي.[31]
- 25 مايو – صموئيل سيمبسون شارب (مواليد 1873) سياسي كندي.[32]
- 31 مايو – جون روس روبرتسون (مواليد 1841) سياسي كندي.[33]
- 31 مايو – جيمس أندرسون (مواليد 1849) جندي من الولايات المتحدة الأمريكية.[34]

### يونيو
- 10 يونيو – جون جي. مانويل (مواليد 1893) طيار بطل كندي.
- 30 يونيو – جيمس دوغلاس (مواليد 1837)[35]

### يوليو
- 7 يوليو – ميريل صموئيل تايلور (مواليد 1893) طيار كندي.
- 16 يوليو – جيمس ماسون (مواليد 1843)[36]
- 29 يوليو – جورج فيل (مواليد 1849)

### أغسطس
- 8 أغسطس – هاري مينر (مواليد 1891)[37]
- 14 أغسطس – إدوارد ليمان أبوت (مواليد 1891)

### سبتمبر
- 26 سبتمبر – ويليام بنسون كرايغ (مواليد 1896)
- 30 سبتمبر – صموئيل لويس هاني (مواليد 1894)

### أكتوبر
- 3 أكتوبر – تشارلز هيكي (مواليد 1897)
- 14 أكتوبر – جون إدموند غريني (مواليد 1894) طيار بطل كندي.
- 16 أكتوبر – تشارلز جيل (مواليد 1871) فنان كندي.[38]
- 20 أكتوبر – ويليام بلفور كير (مواليد 1877)[39]

### نوفمبر
- 11 نوفمبر – جورج لورانس برايس (مواليد 1892) جندي كندي.[40]
- 25 نوفمبر – إدوارد هاي (مواليد 1840) سياسي كندي.

### ديسمبر
- 16 ديسمبر – ريجنالد جورج مالكوم (مواليد 1891)